# Zülfü Livaneli
Ömer Zülfü Livaneli (Ilgın, 1946. június 20. –) török zenész, író, költő és politikus.
Livanelit az 1971-es török katonai memorandum idején többször is bebörtönözték politikai nézetei miatt. Ennek eredményeként 1972-ben el kellett hagynia Törökországot, és száműzetésbe kellett vonulnia. Stockholmban, Párizsban, Athénban és New Yorkban élt, ahol találkozott és dolgozott együtt olyan művészekkel és értelmiségiekkel, mint Elia Kazan, Arthur Miller, James Baldwin és Peter Ustinov. Livaneli 1984-ben tért vissza Törökországba.
Munkásságát, kulturális és politikai tevékenységét, valamint a világbékéhez való hozzájárulását az UNESCO elismerte 1995-ben, amikor az UNESCO jószolgálati nagykövetévé nevezték ki. 2016-ban lemondott erről a posztról, hogy tiltakozzon a török állam által Diyarbakir történelmi kurd óvárosában okozott károk miatt. A török parlamentben és az Európa Tanácsban is betöltött egy ciklust.

## Magánélete
Livaneli eredeti neve Ömer Zülfü Livanelioğlu. Grúz származású családból származik. Apja bíró volt, majd a török legfelsőbb bíróság elnöke. Négy testvére és egy nővére van. Édesanyja 38 évesen halt meg, amikor ő 20 éves volt, apja később újraházasodott. Feleségét Ülkernek, lányát Aylinnak hívják; Ankarában, Törökországban született. Ülker fordító.
2020 márciusában Livaneli bejelentette, hogy feleségével együtt megfertőződtek a koronavírussal, amikor februárban New Yorkban jártak a COVID-19 világjárvány idején. Kijelentette továbbá, hogy a kezelés után mindketten teljesen felépültek, és Törökországban karanténba helyezték őket.

## Zenei karrier
Livaneli Európába próbált eljutni, mert kétszer is börtönbe került. Első albumán nem használta jelenlegi nevét, a Zülfü Livanelit. Ehelyett az "Ozanoglu" nevet használta. Mégsem érte el, amit szeretett volna, ezért 1971-ben vagy 1973-ban új albumán, a Chants Révolutionnaires Turcs (Török Forradalmi dalok) című lemezén kezdte használni jelenlegi nevét, Zülfü Livanelit. Amikor Európában járt, bátyja, Ferhat tájékoztatta őt arról, hogyan énekli mindenki dalait Törökországban, miközben a kormány ellen tiltakoznak. Livaneli ezután készített egy albumot Nazim Türküsü címmel. Az albumon a neves költő, Nâzım Hikmet versei lettek megzenésítve, és 48 hétig volt a sikerlisták élén.
Livaneli mintegy háromszáz dalt, a Londoni Szimfonikus Zenekar által rögzített rapszódiát és egy balettet komponált. Kompozíciói országszerte kultikus státuszt értek el, és olyan művészek adták elő, mint Joan Baez, Maria Farantouri, Maria del Mar Bonet, Udo Lindenberg, Haris Alexiou, Jocelyn B. Smith és Kate Westbrook. Öt színdarabot és harminc filmzenét is írt. E filmzenék közé tartozik a Yilmaz Güney által rendezett és a cannes-i filmfesztivál Arany Pálmáját elnyert "Yol" (The Path), a "The Herd" (rendező: Yılmaz Güney és Zeki Öktem), valamint a "Shirin esküvője" című német film, rendező Helma Sanders-Brahms, Albumokat készített és fellépett Mikis Theodorakisszal és Maria Farantourival, valamint együttműködött Manos Hatzidakisszal, Giora Feidmannal, az Inti-Illimanival és Ángel Parrával. 1997-es ankarai koncertjét nem kevesebb, mint 500 ezren látogatták. 2010-ben Bonóval együtt énekelte a Mothers of The Disappeared című dalt a U2 isztambuli koncertjén, amely a U2 első isztambuli koncertje volt. Livanelit többek között az év legjobb albuma (Görögország), az Edison-díj (Hollandia) és az év legjobb albuma (Németországi Zenei Kritikusok Céhe), valamint a "Premio Luigi Tenco" legjobb dalszerző díja, San Remo díjával tüntették ki 1999-ben Olaszországban.
1986-ban Míkisz Theodorákisz görög zeneszerző találkozott Livanelivel. Együtt készítettek egy albumot Güneş Topla Benim İçin (Gather The Sun For Me) címmel. Az album törökországi megjelenése után a török zenei piacon csúcsot ért el. Abban az időben Livaneli találkozott Ahmet Kayával, egy másik (török-kurd) népdalénekessel. Livaneli az 1980-as években érte el első zenei csúcsát, a London Orchestra 1998-ban vele lépett fel, 1999-ben pedig az UNESCO segített Livanelinek az album kiadásában.

## Politika
Írói és költői pályafutása mellett az elmúlt harminc évben nagy befolyást gyakorolt a török politikára. Az 1994-es törökországi helyhatósági választásokon a Szociáldemokrata Néppárt jelölte Isztambul polgármesteri posztjára, de pályázata kudarcot vallott. A 2002-es törökországi általános választásokon Livanelit a Türkiye Büyük Millet Meclisi (Török Nagy Nemzetgyűlés) képviselőjévé választották a Köztársasági Néppárt (CHP) isztambuli képviseletében. Livaneli azonban 2005 elején lemondott a CHP-ről, tiltakozásul a „CHP nem demokratikus és tekintélyelvű politikai rendszere” ellen. Egy cikluson át volt a török parlament tagja.
Ankarai politikai pályafutása során Livaneli jogalkotási javaslatot terjesztett elő a török büntető törvénykönyv 301. cikkének módosítására. A módosítás azt javasolta, hogy a „törökség” fogalmát a „török nemzet” fogalommal helyettesítsék, ami a „nemzet” fogalmára helyezné a hangsúlyt, amely a Köztársaság megfogalmazása szerint egyesíti ernyője alatt a különböző származású embereket. A módosítás célja a török faj fogalmával kapcsolatos stressz csökkentése volt.
Emellett 2006-ban javaslatot terjesztett az Országgyűlés elé, amelyben bizottság létrehozását követelte a fiatalok körében fokozódó erőszak és fanatizmus okainak kivizsgálására; javaslatát elfogadták.
A párttagságról való 2005-ös lemondását követően Livaneli a ciklus végéig függetlenként a Nagy Nemzetgyűlésben töltötte be pozícióját. Nem vett részt a 2007-es törökországi választásokon, és politikailag inaktívnak tűnik. Azóta művészetére és könyveire koncentrál.
Több napilap munkatársa volt a Sabah, a Vatan és a Milliyet újságok rovatvezetőjeként.

## Filmek
Livaneli négy játékfilmet rendezett: Iron Earth, Copper Sky, Mist, Shahmaran és Veda. Iron Earth, Copper Sky című filmjét az 1987-es Cannes-i Filmfesztivál Un certain regard szekciójában vetítették. A Mustafa Kemal Atatürk életén alapuló Veda az utolsó film, amelyet Zülfü Livaneli írt és rendezett.
Az évtized egyik legelismertebb török filmjét – és az egyik első narratív filmet, amely a becsületgyilkosságok nagy jelentőségű témájával foglalkozik – a Blisst eredetileg Livaneli bestseller regényéből (Mutluluk) vették át. A film, amelyet a New York Times folyamatosan lebilincselő, vizuálisan bódító filmként értékelt, a kortárs török filmművészet mérföldkövének számít.

## Könyvei
- Arafat'ta Bir Çocuk (A Child in Purgatory) (1978)
- Orta Zekalılar Cenneti (The Heaven of the Mediocre) (1991)
- Diktatör ve Palyaço (The Dictator and the Clown) (1992)
- Sosyalizm Öldü mü? (Is Socialism Dead?) (1994)
- Engereğin Gözündeki Kamaşma (The Eunuch Of Constantinople) (1996)
- Bir Kedi, Bir Adam, Bir Ölüm (Memory Of Snow) (2001)
- Mutluluk (Bliss) (2002)
- Gorbaçov'la Devrim Üstüne Konuşmalar (Conversations With Gorbachov On Revolution) (2003)
- Leyla'nın Evi (Leyla's House) (2006)
- Livaneli Besteleri
- Sevdalım Hayat
- Sis
- Türkiye Orta Zekalılar Cenneti
- 2008: Son Ada
- 2010: Sanat Uzun Hayat Kısa
- 2011: Serenad
- 2012: Edebiyat Mutluluktur
- 2012: Harem
- 2013: Kardeşimin Hikâyesi
- 2015: Konstantiniyye Oteli
- 2017: Elia ile Yolculuk
- 2017: Huzursuzluk
- 2018: Gölgeler
- 2019: Rüzgârlar Hep Gençtir
- 2019: Şapka
- 2020: Gökyüzü Herkesindir
- 2021: Balıkçı ve Oğlu
- 2022: Kaplanın Sırtında

### Magyarul
- Hotel Konstantinápoly (Konstantiniyye Oteli) – Napkút, Budapest, 2023 · ISBN 9786156555168 · Fordította: Pál Laura
- Leyla háza (Leyla'nın Evi) – Napkút, Budapest, 2023 · ISBN 9786156555755 · Fordította: Pál Laura

## Diszkográfia
- 1973: Chants Révolutionnaires Turcs
- 1975: Eşkıya Dünyaya Hükümdar Olmaz
- 1977: Merhaba
- 1978: Nazım Türküsü
- 1978: The Bus (OST)
- 1979: Alamanya Beyleri
- 1979: Atlının Türküsü
- 1980: Günlerimiz
- 1980: İnce Memet Türküsü
- 1982: Maria Farandouri Livaneli Söylüyor
- 1983: Ada
- 1983: Eine Auswahl
- 1983: Yol (Soundtrack)
- 1984: İstanbul Konseri (Concert)
- 1985: Güneş Topla Benim İçin
- 1986: Hoşgeldin Bebek
- 1986: Livaneli / 10 Yılın Ezgisi
- 1986: Zor Yıllar
- 1987: Gökyüzü Herkesindir
- 1988: Soundtracks
- 1990: Crossroads (New Age)
- 1993: Saat 4 Yoksun
- 1995: Neylersin
- 1996: Janus (Symphonic Poems)
- 1996: Yangın Yeri
- 1997: Efsane Konserler
- 1997: Livaneli & Theodorakis : Together
- 1998: Nefesim Nefesine
- 1999: New Age Rhapsody, London Symphony Orchestra Plays Livaneli
- 1999: Unutulmayanlar
- 2001: İlk Türküler
- 2005: Hayata Dair
- 2010: Veda Film Müzikleri
- 2013: Gökkuşağı Gönder Bana
- 2016: Livaneli 50. Yıl "Bir Kuşaktan Bir Kuşağa"

## Fordítás
- Ez a szócikk részben vagy egészben  a   Zülfü Livaneli című angol Wikipédia-szócikk fordításán alapul.  Az eredeti cikk szerkesztőit annak laptörténete sorolja fel. Ez a jelzés csupán a megfogalmazás eredetét és a szerzői jogokat jelzi, nem szolgál a cikkben szereplő információk forrásmegjelöléseként.